# Poecile
Poecile er en slægt af mejsefugle, der er udbredt med 15 arter i Nordamerika, Europa og Asien. 
Sumpmejse og fyrremejse er kendt fra Danmark.

## Arter
Europæiske arter
- Sumpmejse Poecile palustris
- Sørgemejse Poecile lugubris
- Fyrremejse Poecile montanus
- Lapmejse Poecile cinctus

Øvrige arter
- Korttoppet sumpmejse Poecile hypermelaenus
- Poecile weigoldicus (engelsk navn: "Sichuan Tit")
- Carolinamejse Poecile carolinensis
- Amerikansk fyrremejse Poecile atricapillus
- Bjergmejse Poecile gambeli
- Mexicomejse Poecile sclateri
- Hvidbrynet mejse Poecile superciliosus
- Brunmejse Poecile davidi
- Canadamejse Poecile hudsonicus
- Kastanjerygget mejse Poecile rufescens
- Broget mejse Poecile varius

|            |
| Fyrremejse |

|           |
| Sumpmejse |

|          |
| Lapmejse |

|            |
| Sørgemejse |